# 고양종합운동장
고양종합운동장(高陽総合運動場, Goyang Stadium)은 대한민국 경기도 고양시에 있는 스포츠 시설이다. 천연잔디 필드와 천연탄성고무 트랙이 갖춰진 경기장이며, 2003년 9월에 준공되었다.

## 시설
41,311명 수용 규모의 축구와 육상 경기를 할 수 있는 다목적경기장이다. K3리그 베이직 고양 시민축구단의 홈 구장으로 사용되고 있으며, 2007년 FIFA U-17 월드컵의 주 경기장 중 하나로 사용되었으며, 2011년 9월 2일과 2012년 6월 12일에는 대한민국 축구 국가대표팀의 브라질 월드컵 아시아지역 3차예선 1차전과 최종예선 2차전이 각각 개최되었던 곳이기도 하다. 수원월드컵경기장, 화성종합경기타운, 안산와~스타디움과 함께 대한민국 축구 국가대표팀 경기를 치르고 있는데, 그 중에서 파주 NFC와 가까워 사실상 대한민국 축구 국가대표팀 제2의 홈구장으로 쓰이고 있다. 특히 2022년 FIFA 월드컵 아시아 지역 2차 예선 H조 잔여 경기를 서울월드컵경기장이 아닌 이 곳에서 치렀다. 경기장의 60%를 덮는 거대한 지붕은 28개의 기둥이 떠받치고 있으며 고양시의 랜드마크 중 하나로 인식되고 있다.

## 기록

### 2007년 피스컵
| 날짜            | 팀 1          | 스코어 | 팀 2          | 라운드 |
| --------------- | ------------- | ------ | ------------- | ------ |
| 2007년 7월 17일 | 라싱 산탄데르 | 1 - 2  | 볼턴 원더러스 | A조    |
| 2007년 7월 19일 | 시미즈 S-펄스 | 0 - 1  | 레딩 FC       | B조    |

### 2007년 FIFA U-17 월드컵
| 날짜            | 팀 1       | 스코어 | 팀 2       | 라운드 |
| --------------- | ---------- | ------ | ---------- | ------ |
| 2007년 8월 24일 | 잉글랜드   | 2 - 1  | 브라질     | B조    |
| 2007년 8월 25일 | 프랑스     | 2 - 1  | 일본       | D조    |
| 2007년 8월 30일 | 아르헨티나 | 2 - 0  | 코스타리카 | 16강   |
| 2007년 9월 2일  | 잉글랜드   | 1 - 4  | 독일       | 8강    |

### 2014년 아시안 게임 축구 남자
| 날짜            | 팀 1           | 스코어 | 팀 2           | 라운드 |
| --------------- | -------------- | ------ | -------------- | ------ |
| 2014년 9월 15일 | 동티모르       | 0 - 7  | 인도네시아     | E조    |
| 2014년 9월 15일 | 태국           | 2 - 0  | 몰디브         | E조    |
| 2014년 9월 17일 | 쿠웨이트       | 5 - 0  | 네팔           | D조    |
| 2014년 9월 17일 | 일본           | 1 - 3  | 이라크         | D조    |
| 2014년 9월 18일 | 요르단         | 1 - 0  | 아랍에미리트   | G조    |
| 2014년 9월 21일 | 말레이시아     | 0 - 3  | 사우디아라비아 | A조    |
| 2014년 9월 21일 | 네팔           | 0 - 4  | 일본           | D조    |
| 2014년 9월 22일 | 아프가니스탄   | 0 - 5  | 우즈베키스탄   | B조    |
| 2014년 9월 25일 | 대한민국       | 3 - 0  | 홍콩           | 16강   |
| 2014년 9월 26일 | 우즈베키스탄   | 2 - 3  | 사우디아라비아 | 16강   |
| 2014년 9월 28일 | 사우디아라비아 | 0 - 3  | 이라크         | 8강    |

### 2014년 아시안 게임 축구 여자
| 날짜            | 팀 1 | 스코어 | 팀 2   | 라운드 |
| --------------- | ---- | ------ | ------ | ------ |
| 2014년 9월 26일 | 태국 | 1 - 2  | 베트남 | 8강    |

### 2016년 4개국 올림픽 국가대표 축구대회
| 날짜           | 팀 1       | 스코어 | 팀 2     | 라운드 |
| -------------- | ---------- | ------ | -------- | ------ |
| 2016년 6월 4일 | 대한민국   | 2 - 2  | 온두라스 |        |
| 2016년 6월 4일 | 나이지리아 | 2 - 6  | 덴마크   |        |

### 2020년 하계 올림픽 축구 여자 아시아 지역 예선 플레이오프
| 날짜           | 팀 1     | 스코어 | 팀 2           | 라운드 |
| -------------- | -------- | ------ | -------------- | ------ |
| 2020년 4월 8일 | 대한민국 | 1 - 2  | 중화인민공화국 |        |

## 갤러리

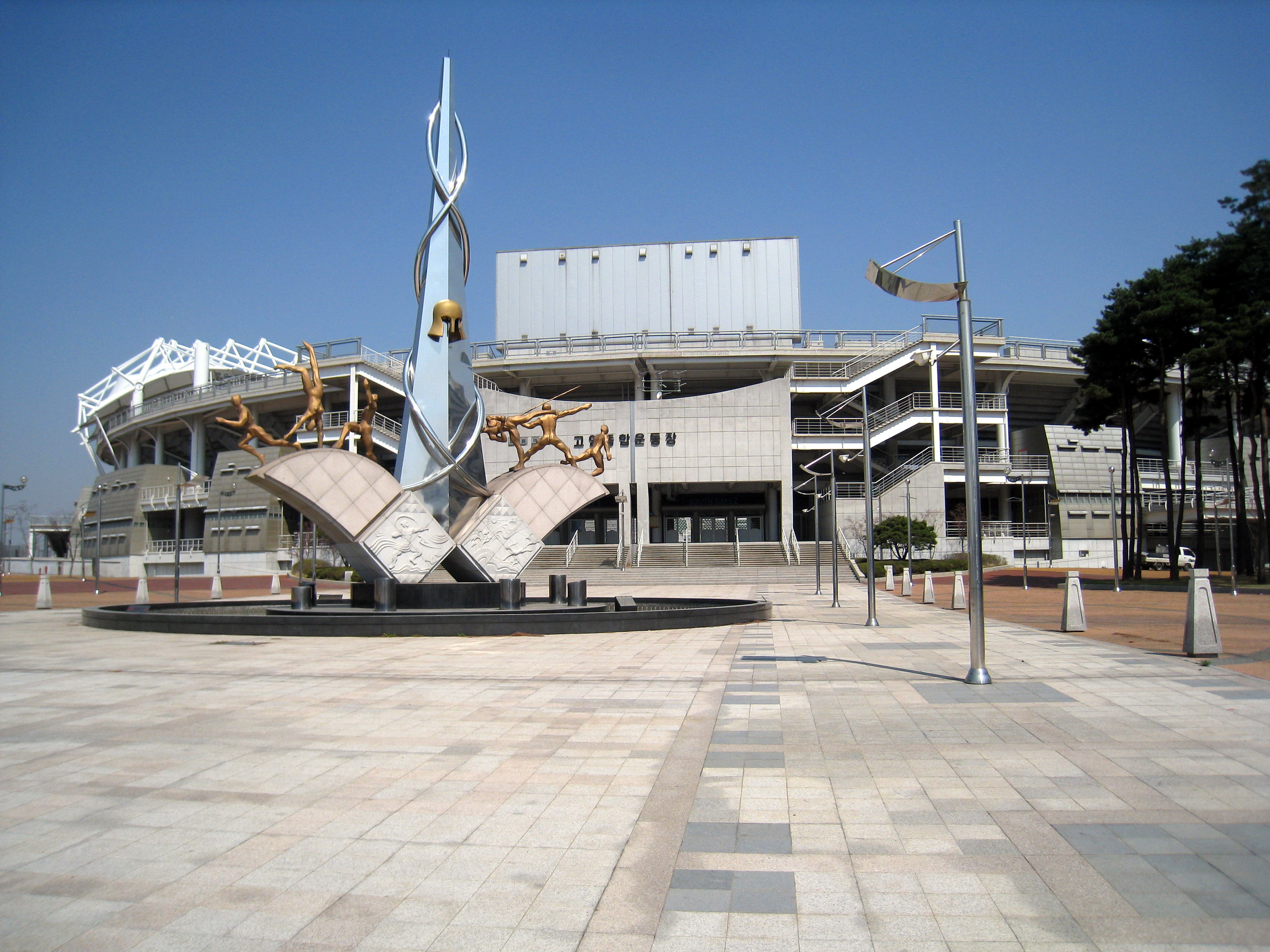
주 경기장 외관

## 참고 문헌
- “고양종합운동장”. 고양도시관리공사.
- 〈고양종합운동장〉. 《두피디아》. 두산.
- 《전국 공공체육 시설 현황 (2017년말 기준)》. 대한민국 문화체육관광부. 2019.
- 《2019년 전국 공공체육시설 현황 (2018년말 기준)》. 대한민국 문화체육관광부. 2020.
- 《2020년 전국 공공체육시설 현황 (2019년말 기준)》. 대한민국 문화체육관광부. 2021.
- 《2022년 전국 공공체육시설 현황 (2021년말 기준)》. 대한민국 문화체육관광부. 2023.
- 《2023 전국 공공체육시설 현황 (2022년 12월말 기준)》. 대한민국 문화체육관광부. 2024.

## 같이 보기
- 고양종합운동장 보조경기장
- 고양체육관